# Hussam Abu Saleh
Hussam Abu Saleh est un footballeur palestinien né le 9 mai 1982 à Sakhnin. Il évolue au poste de défenseur à Hilal Al-Quds.

## Palmarès
- Vainqueur de l'AFC Challenge Cup en 2014
- Vainqueur de la Coupe d'Israël en 2004
- Vainqueur de la Coupe de Palestine en 2011
- Champion de Cisjordanie en 2012